# Harald Paumgarten
Harald Paumgarten (ur. 4 kwietnia 1904 w Grazu, zm. 6 lutego 1952 w Sankt Anton am Arlberg) – austriacki narciarz alpejski i klasyczny, brązowy medalista mistrzostw świata w narciarstwie klasycznym.

## Przebieg kariery
W 1928 wystąpił na igrzyskach olimpijskich w Sankt Moritz, gdzie zajął 17. miejsce w biegu na 18 km techniką klasyczną oraz w kombinacji norweskiej. Cztery lata później, podczas igrzysk olimpijskich w Lake Placid w tych samych konkurencjach zajął odpowiednio 29. i 18. miejsce. Startował także w konkursie skoków narciarskich, zajmując 25. miejsce.
W 1931 wystartował na mistrzostwach świata w narciarstwie alpejskim w Mürren. Zajął tam trzecie miejsce w zjeździe długim, jednak była to konkurencja nieoficjalna.
W 1933 wziął udział w mistrzostwach świata w narciarstwie klasycznym w Innsbrucku. Osiągnął tam największy sukces w swojej karierze wspólnie z Hermannem Gadnerem, Balthasarem Niederkoflerem i Hugo Gstreinem zdobywając brązowy medal w sztafecie 4 × 10 km.
Paumgarten zginął w lawinie 6 lutego 1952.
Jego brat – Fridtjof również był narciarzem klasycznym, a siostra Gerda narciarką alpejską. Jego wnuk Doug Burden reprezentował Stany Zjednoczone w wioślarstwie.

## Osiągnięcia w biegach narciarskich

### Igrzyska olimpijskie
| Miejsce | Dzień     | Rok  | Miejscowość  | Konkurencja             | Wynik     | Strata     | Zwycięzca            |
| ------- | --------- | ---- | ------------ | ----------------------- | --------- | ---------- | -------------------- |
| 17.     | 17 lutego | 1928 | Sankt Moritz | 18 km stylem klasycznym | 1:37:01 h | +14:42 min | Johan Grøttumsbråten |
| 29.     | 10 lutego | 1932 | Lake Placid  | 18 km stylem klasycznym | 1:23:07 h | +18:30 min | Sven Utterström      |

### Mistrzostwa świata
| Miejsce | Dzień     | Rok  | Miejscowość | Konkurencja        | Czas biegu | Strata    | Zwycięzca |
| ------- | --------- | ---- | ----------- | ------------------ | ---------- | --------- | --------- |
| 3.      | 12 lutego | 1933 | Innsbruck   | Sztafeta 4 × 10 km | 2:49,00 h  | +8:51 min | Szwecja   |

## Osiągnięcia w kombinacji norweskiej

### Igrzyska olimpijskie
| Miejsce | Dzień     | Rok  | Miejscowość  | Konkurencja   | Wynik      | Strata     | Zwycięzca            |
| ------- | --------- | ---- | ------------ | ------------- | ---------- | ---------- | -------------------- |
| 17.     | 18 lutego | 1928 | Sankt Moritz | Indywidualnie | 17,833 pkt | 8,979 pkt  | Johan Grøttumsbråten |
| 18.     | 11 lutego | 1932 | Lake Placid  | Indywidualnie | 446,00 pkt | 103,80 pkt | Johan Grøttumsbråten |

## Osiągnięcia w skokach narciarskich

### Igrzyska olimpijskie
| Miejsce | Dzień     | Rok  | Miejscowość  | Konkurencja       | Wynik     | Strata   | Zwycięzca   |
| ------- | --------- | ---- | ------------ | ----------------- | --------- | -------- | ----------- |
| 25.     | 12 lutego | 1928 | Sankt Moritz | Skocznia normalna | 228,1 pkt | 64,7 pkt | Birger Ruud |